# Presă hidraulică
O presă hidraulică este o presă care utilizează cilindri hidraulici⁠(d) pentru a genera o forță de compresiune. Este echivalentul hidraulic al unei pârghii mecanice și a fost inventată de Joseph Bramah, care și-a brevetat invenția în 1795.

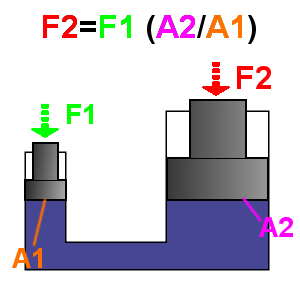
Forța hidraulică este proporțională cu suprafața pistoanelor asupra cărora acționează presiunea fluidului

## Principiu
Funcționarea unei prese hidraulice se bazează pe legea lui Pascal. Dacă gravitația nu are mare influență, se poate considera că într-un sistem închis presiunea fluidului de lucru este aceeași în toate punctele sistemului. O parte a sistemului este un piston care aplică o forță modestă care acționează pe o suprafață mică; cealaltă parte este un piston cu o suprafață mai mare care generează o forță proporțional mai mare. Aceste două părți sunt legate printr-o conductă de diametru mic, rezistentă la presiunea de lucru. Pentru aceeași presiune, diametrul mic al conductei permite și o grosime proporțional de mică a peretelui conductei.
La construcțiile moderne rolul pistonului mic este preluat de pompe.

## Aplicații

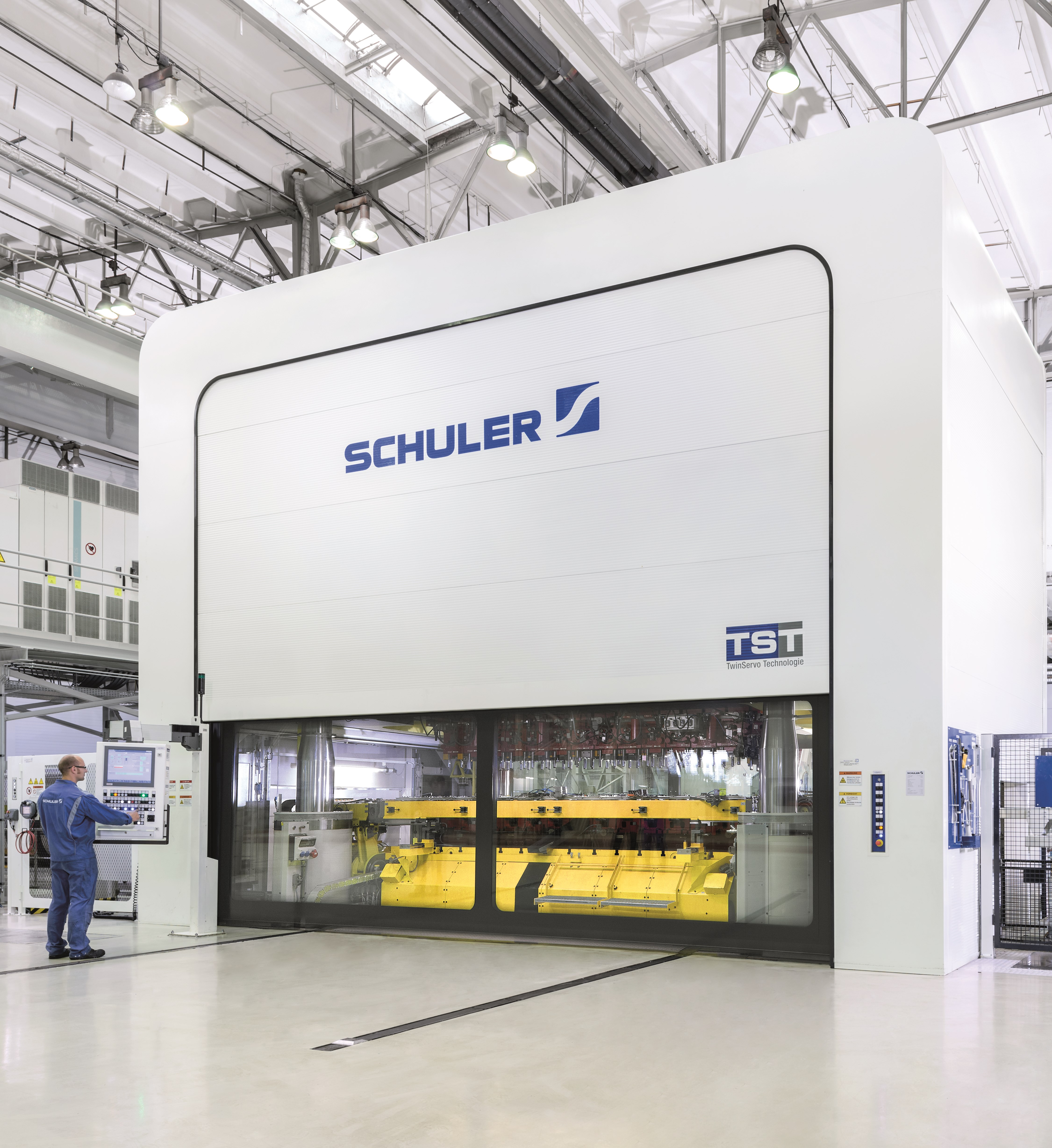
Presă hidraulică de 16 000 KN
(c. 1600 de tone forță)

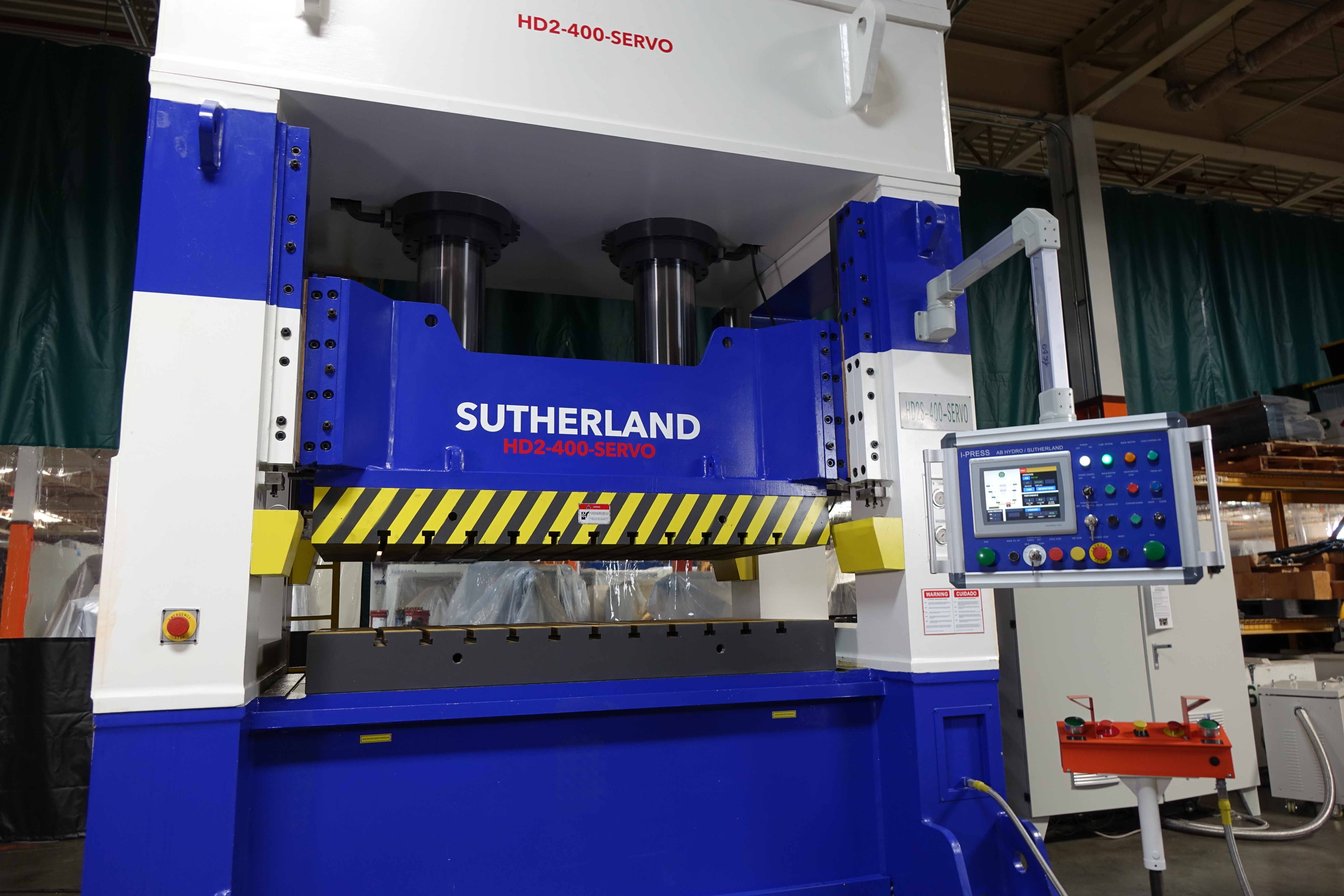
Presă hidraulică de 440 tone forță pentru turnare

Presele hidraulice sunt utilizate curent la asamblarea și dezasamblarea componentelor montate cu strângere. În producție, acestea sunt utilizate pentru operații de forjare, matrițare, ambutisare, ștanțare, turnare sub presiune și diferite alte operații de formare ale metalelor. Presele hidraulice sunt, de asemenea, utilizate pentru formarea prin întindere, formarea cu plăci de cauciuc și compactarea pulberii. Presarea hidraulică este avantajoasă în producție, oferă posibilitatea de a crea forme destul de complicate cu economie de material. O presă hidraulică ocupă mai puțin spațiu în comparație cu o presă mecanică de aceeași capacitate.
În geologie, pentru a zdrobi rocile la pregătirea probelor pentru analiza geochimică se folosește o presă hidraulică cu capul pistonului de lucru din carbură de wolfram.